# 妈妈好 (马来西亚电影)
《妈妈好》（英語：Supermum）是一部2019年马来西亚华语家庭剧情片。本片讲述一名老母亲在跌倒入院后，长大成家的四個孩子们因此团聚，但同时为了經濟問題而开始吵架。
本片是紀念本地已故国宝级女演员黎明的作品，由王凯旋执导，于2019年5月30日在大马上映。

## 剧情
一位年迈的母亲因为不小心跌倒而住院，长大成家的四個儿女们和他们的家庭因此都回来探望。但是，兄弟姐妹们不久便为了經濟問題而開始吵架，有的是因为经济情况，有的则是想过得更舒服一些，都忽略了亲情的可贵。

## 演员
- 余丽莎 饰演 妈妈
- 林奕廷 饰演 大女儿
- 龙子 饰演 大儿子
- 涂迎薇(小薇薇）饰演 二女儿
- 卢继杰 饰演 小儿子
- 曾秀玲 饰演 大媳妇，大儿子的妻子
- 陈沛兴 饰演 大女婿，大女儿的丈夫
- 陈沁霖 饰演 孙女，大女儿的孩子
- 梁祖仪 饰演 孙女，大儿子的孩子
- 吴昱均 饰演 孙子，二女儿的孩子
- 陈浚
- 周勉含
- 陈浩严
- 王凯利
- 吴家豪

童缤毓、林德荣、李洺中、部分幕后工作人员、高艺、吕爱琼、王雪晶、郑锦昌、叶良财等人友情出演或客串。

## 制作
本片于2018年6月至8月在金马伦高原和吉隆坡拍摄。黎明本来想亲自出演老妈妈角色，但因身体状况不允许，改由干女儿余丽莎演出该角色，但黎明将会出现在电影开场与结尾的访谈。黎明不久后中风入院治疗，随后去世。
本片的大部分幕后人员，包括导演王凯旋，皆为砂拉越人。本片歌曲包括林宇中演唱的《最想保护的人》、薇薇演唱的《一直在身边》和舒宁演唱的《永无止尽的爱》。